# 29634 Sabrinaaksil
29634 Sabrinaaksil este o planetă minoră (asteroid), cu un diametru de 5,279 km, din centura de asteroizi. A fost descoperită pe 10 noiembrie 1998 la centre de recherches en géodynamique et astrométrie⁠(d) de OCA-DLR Asteroid Survey⁠(d). 
Obiectul prezintă o orbită caracterizată de o semiaxă mare de 2,91983 UAi, o excentricitate de 0,11, o înclinație de 1,15305 ° în raport cu ecliptica.